# Hopkins (Belize)
Hopkins Village ist ein Dorf im Stann Creek District an der Ostküste von Belize. 2010 hatte der Ort 1.610 Einwohner.

## Geographie
Das Dorf liegt an der Küste der Commerce Bight. Es ist umgeben von Mangrovengebiet und begrenzt von mehreren Flüssen: Freshwater Creek mit der Freshwater Creek Lagoon im Norden, dessen Zufluss Fowl Guts Creek im Westen, sowie Sittee River im Westen und Süden. Der Sittee River hat mit seinem Kurvenreichen Verlauf und ausgeprägten Mangroven beständen den größten Einfluss auf die Landschaft. Das Hinterland des Ortes ist sumpfig. Das Dorf selbst ist zweigeteilt; Baila bildet den Norden und False Sittee den Süden. Im Hinterland bei Silk Grass erheben sich die Maya Mountains und die Cockscomb Range. Der Southern Highway verläuft etwa vier Kilometer weit Inland und ist über die Hopkins Road erreichbar, die auch die Verbindung zum Dorf Sittee River.
Ein Teil der Feuchtgebiete steht als Hopkins Wetlands Nature Reserve unter Naturschutz.

## Geschichte
Das Dorf entstand erst 1942, als das Dorf Newtown, welches weiter nördlich an der Küste lag, durch einen Hurrikan zerstört wurde. Es ist nach dem katholischen Bischof Frederick C. Hopkins benannt (1844–1923, Apostolisches Vikariat von Britisch-Honduras).
Heute ist Hopkins eine kleine aber sehr aktive Gemeinde mit etwas über 1.000 Einwohnern. Die Menschen leben hauptsächlich von Landwirtschaft und Fischfang. Der Tourismus gewinnt immer mehr Einfluss. Das Dorf ist bekannt für seine Gastfreundschaft und wurde vom Belize First Magazine als „The Friendliest Village in Belize“ ausgezeichnet.

## Klima
Nach dem Köppen-Geiger-System zeichnet sich durch ein tropisches Klima mit der Kurzbezeichnung Af aus.

## Kultur
Hopkins ist eine Gemeinde der Garifuna und gilt in Belize als Zentrum der Garifuna-Kultur. Es gibt einen eigenen Feiertag: Hopkins Day.
Es wird auch der Garifuna Independence Day ausgiebig gefeiert mit Trommel-Zeremonien, die bis in die frühen Morgenstunden andauern.
Im Ort gibt es eine Grundschule, die von der katholischen Kirche betrieben wird.